# Michel De Wolf
Michel Jean de Wolf (n. Nivelles, Bélgica, 19 de enero de 1958) es un exfutbolista y entrenador belga que se desempeñó como defensa y militó en diversos clubes de Bélgica y Francia. 

## Selección nacional
De Wolf jugó 42 partidos internacionales, para la selección nacional belga y anotando solo 1 gol. Participó en la Eurocopa 1984 y en tres citas mundialistas, que fueron en México 1986, donde Bélgica obtuvo el cuarto puesto, después en Italia 1990 y finalmente en Estados Unidos 1994, donde la selección belga, fue eliminada de ambos mundiales en Octavos de final.

## Clubes
| Club               | País    | Año         |
| ------------------ | ------- | ----------- |
| Molenbeek          | Bélgica | 1977 - 1983 |
| Gent               | Bélgica | 1983 - 1988 |
| K.V. Kortrijk      | Bélgica | 1988 - 1990 |
| Anderlecht         | Bélgica | 1990 - 1994 |
| Olympique Marsella | Francia | 1994 - 1995 |

## Participaciones en Copas del Mundo
| Mundial                        | Sede           | Resultado        |
| ------------------------------ | -------------- | ---------------- |
| Copa Mundial de Fútbol de 1986 | México         | Cuarto lugar     |
| Copa Mundial de Fútbol de 1990 | Italia         | Octavos de final |
| Copa Mundial de Fútbol de 1994 | Estados Unidos | Octavos de final |